# Barsi Light Railway
| Barsi Light Railway                     | Barsi Light Railway |
| --------------------------------------- | ------------------- |
| Personenwagen der Leeds Forge Co (1897) |                     |
| Streckenlänge:                          | 325 km              |
| Spurweite:                              | 762 mm (Schmalspur) |
|                                         |                     |

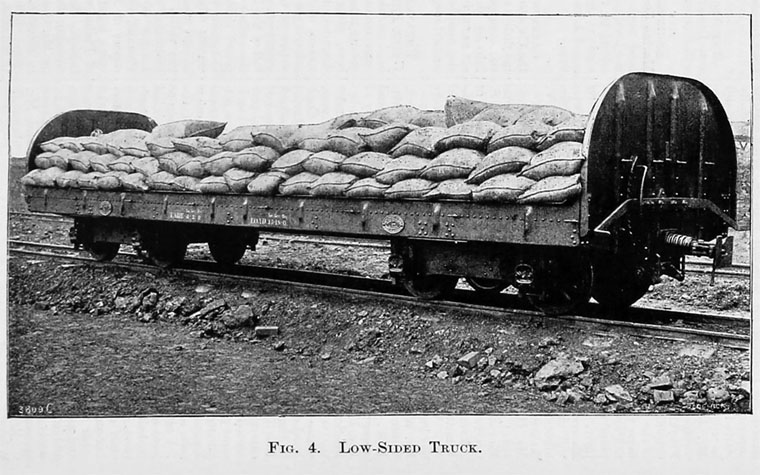
Flachwagen der Leeds Forge Co (1897)

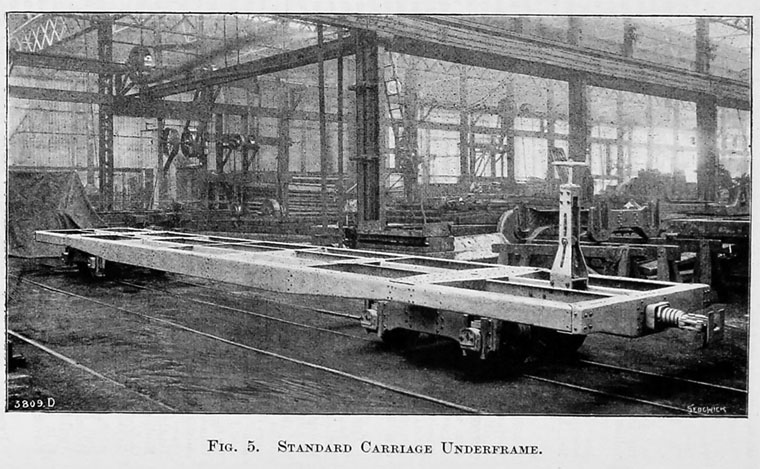
Standardisierter Wagenrahmen der Leeds Forge Co (1897)

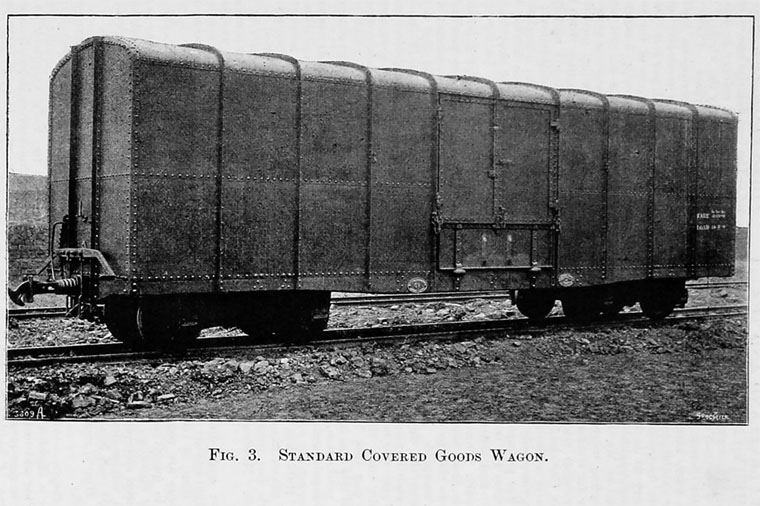
Standardisierter geschlossener Güterwagen Leeds Forge Co (1897)

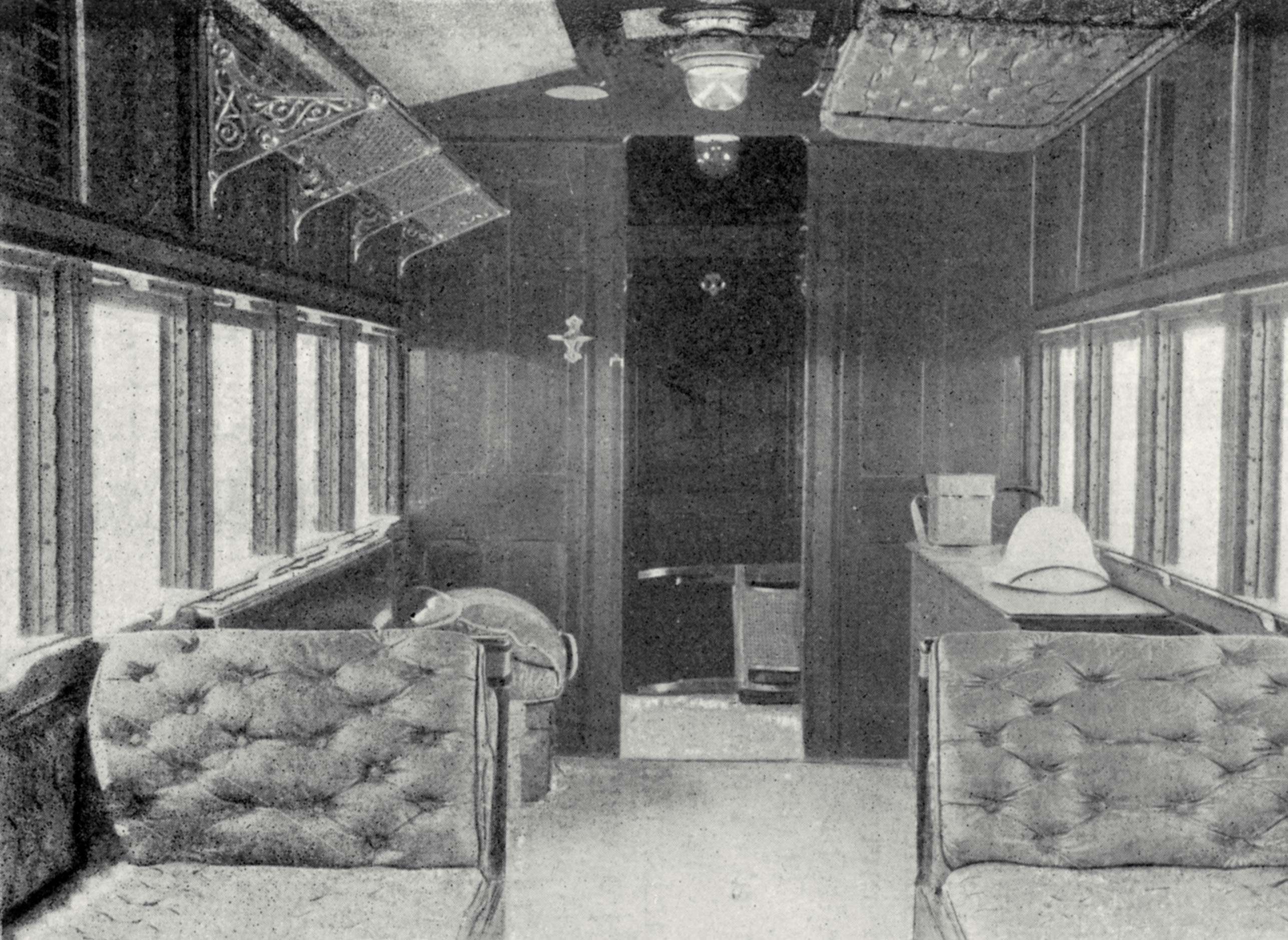
Salonwagen, rechts am Fenster ein Tropenhelm

Die Barsi Light Railway (BLR) war eine 202 km lange Schmalspurbahn mit einer Spurweite von 762 mm (2 Fuß 6 Zoll) von Miraj nach Latur in Maharashtra, Indien. Sie wurde durch den britischen Ingenieur Everard Calthrop entworfen, und hat den Bau von Schmalspurbahnen in Indien und anderen Kolonien revolutioniert.

## Geschichte
Everard Calthrop arbeitete als Lokomotivinspektor für die Great Indian Peninsula Railway (GIPR) und beantragte 1886 seine Freistellung, um Vorschläge für verschiedene Zweigstrecken zu untersuchen. Er fokussierte sich auf zwei Strecken von besonderer Bedeutung: Eine 8 Kilometer (5 Meilen) lange Nebenbahn (Tramway) vom hinduistischen Meditationszentrum in Nasik mit der normalspurigen Hauptstrecke sowie eine 34 Kilometer (21 Meilen) lange Abzweigung zur Stadt Barsi. Die Great Indian Peninsula Railway bewilligte beide Projekte, so dass Calthrop mit der Landvermessung bezüglich der günstigsten Streckenführung begann. Im Jahr 1887 meldete er in London die Indian Railways Feeder Lines Company an, um Zubringerstrecken zu promoten und begann Verhandlungen mit der indischen Regierung bezüglich des Baus der Barsi Light Railway. Die GIPR schlugen daraufhin vor, dass er entweder wieder seinen Verpflichtungen als Lokomotiv-Inspektor nachkommen solle, oder seine Stelle kündigen solle, um mit Unterstützung der GIPR den Bau von Nebenstrecken zu fördern. Wegen Gesundheitsproblemen kündigte er 1889 seine Beschäftigung bei der GIPR. Als Berater beaufsichtigte er dann den Bau einer schmalspurigen Pferdestraßenbahn mit einer Spurweite von 762 mm in Nasik basierend auf seiner früheren Vermessung.
Die 1887 begonnenen Verhandlungen waren 1895 schließlich erfolgreich, so dass Calthrop eine neue Firma gründete, um die Barsi Light Railway zu bauen, für die er als beratender Ingenieur arbeitete. Calthrop vermutete, dass die Achslast aller Achsen aller Schienenfahrzeuge, einschließlich der Lokomotiven gleich groß sein solle, um die Güterwagen optimal beladen zu können. Er standardisierte eine Last von 5 t pro Achse, was leicht genug war, um die Gleise mit kostengünstigen Schmalspurbahnschienen mit einem Gewicht von 30 Pfund pro Yard (14,9 kg/m) zu bauen. Außerdem, argumentierte er, dass die Spurweite von 762 mm der beste Kompromiss zwischen den Investitionskosten beim Bau und der Ladungskapazität während des Betriebs sei.
Fünf 0-8-4T Dampflokomotiven mit gleichmäßig verteilter Achslast wurden aufgrund von Calthorps Spezifikation von Kitson and Company gebaut. Die Güterwagen wurden auf standardisierten 25 × 7 Fuß (7,62 × 2,13 m) großen Stahlrahmen aufgebaut, was ihr Leergewicht reduzierte und das zulässige Ladungsgewicht optimierte. Calthrop erkannte die Bedeutung der Eisenbahn für die Kriegsführung und konstruierte seine Schienenfahrzeuge so, dass sie zum Transport von Truppen und Nachschub geeignet waren. Die Wagen liefen auf Fox-Drehgestellen aus tiefezogenem Stahl, und waren mit Timmi-Doppelspiralfedern gefedert. Die Strecke wurde mit der damals neuen Idee der Überhöhung gebaut, wobei das Gleis ein paar Grad nach innen geneigt wird, damit es parallel zu den Radlaufflächen ausgerichtet ist. Dieses Konzept wird inzwischen universell im Eisenbahnbau eingesetzt. Vor der Verschiffung der Eisenbahnwagen nach Indien führten Calthorp und die Leeds Forge Company Untersuchungen auf einer speziell dafür gebauten Teststrecke in Newlay bei Leeds durch. Die Strecke wurde zur Inspektion durch Eisenbahnmitarbeiter und Journalisten freigegeben, woraufhin einige Berichte darüber in der Fachpresse erschienen.
Die BLR wurde schließlich 1897 eröffnet und mehrfach verlängert, bis sie 1927 eine Gesamtlänge von 325 Kilometern (202 Meilen) erreichte. Sie hat den Bau von Schmalspurbahnen auf dem indischen Subkontinent revolutioniert und war ungewöhnlich erfolgreich, so dass Calthorp zu einer der führenden Experten in diesem Gebiet gezählt wird. Calthrop blieb bis zu seiner Pensionierung Consulting Engineer, die er in schlechtem Gesundheitszustand antrat und bereits zwei Jahre später verstarb. Die BLR wurde weiterhin als Privatbahn betrieben, bis sie 1954 von den Indian Railways übernommen wurde.

## Fahrzeuge
1936 war die Gesellschaft im Besitz von 31 Lokomotiven, 6 Dampftriebwagen, 120 Personenwagen und 288 Güterwagen. 1951 waren noch 24 Lokomotiven, 1 Triebwagen, 117 Personen- und 183 Güterwagen vorhanden.

## Klassifizierung
Das Unternehmen wurde nach der von der indischen Regierung 1926 eingeführten Indian Railway Classification als Eisenbahn der Klasse II eingestuft.

## Nachwirkung
International haben andere Schmalspurbahnen Calthorps Ideen aufgenommen und kopiert, wie zum Beispiel Schmalspurbahnen in Victoria in Australien, die ihr insgesamt 307 Kilometer (190,7 Meilen) langes Schienennetz von 610 mm Spurweite auf 762 mm Spurweite umspurten, um die für diese Spurweite verfügbaren Eisenbahnfahrzeuge nutzen zu können.

## Umspurung auf Breitspur
Der Streckenabschnitt von Kurduwadi nach Miraj wurde 2002 auf Breitspur umgespurt. Der Abschnitt von Latur nach Osmanabad wurde im September 2007 auf einer neuen durch Osmanabad führenden Trasse auf Breitspur umgespurt. Die Umspurung des Abschnitts von Osmanabad nach Kurduwadi wurde im Oktober 2008 fertiggestellt.